# 美国共产主义劳工党
美国共产主义劳工党（英語：Communist Labor Party of America，缩写为CLPA）是美国历史上的一个共产主义政党。该党成立于1919年8月30日，分裂自美国社会党 (1901年)，创始人是阿尔弗雷德·瓦根克内希特、L·E·卡特菲尔德和约翰·里德。1921年5月，在共产国际指示下，该党与美国共产党合并为美国联合共产党。